# Matteo Silvatico
Matteo Silvatico ( Salerno, 1285 – 1342 ) fue una figura ligada principalmente a la Opus Pandectarum Medicinae: un tratado científico sobre hierbas y sus aplicaciones en tratamientos médicos.
Ejerció su actividad médica y pedagógica dentro de la "Scuola medica salernitana".
El Giardino della Minerva en Salerno ha sido rehabilitado en el antiguo jardín botánico en el cual Matteo Silvatico efectuó sus estudios.